# Jonas Žukauskas
Jonas Žukauskas (*  9. August 1959 in Milvyčiai, Rajongemeinde Raseiniai) ist ein litauischer Politiker, ehemaliger Bürgermeister.

## Leben
Nach dem Abitur 1977 an der Mittelschule Nemakščiai bei Raseiniai absolvierte er von 1981 das Diplomstudium der Pädagogik der technischen Arbeiten an der Fakultät für Physik am Vilniaus valstybinis pedagoginis institutas in Vilnius und 2001 das Masterstudium des Managements an der Kauno technologijos universitetas in Kaunas.
Von 1997 bis 2001 leitete er das Unternehmen SPAB „Stumbras“ als Vorstandsvorsitzende und Generaldirektor. Von 1995 bis 1997 war er Bürgermeister von Raseiniai.
Ab 1993 war er Mitglied von Tėvynės sąjunga - Lietuvos krikščionys demokratai (TS-LKD) und ab 2001  Krikščionių konservatorių socialinė sąjunga.
Er ist verheiratet. Mit Frau Virginija hat er die Töchter Gintarė, Deimantė und Karolina.